# Bortleova skala
Bortleova skala, numerička skala od devet stupnjeva koja mjeri svjetlinu noćnog neba nad pojedinim mjestom. Ona kvantificira astronomsku opservabilnost nebeskih tijela i interferenciju uzrokovanu svjetlosnim onečišćenjem. Skalu je stvorio John E. Bortle i objavio je u izdanju magazina Sky & Telescope od veljače 2001. da bi pomogao amaterskim astronomima procijeniti tamu opservacijskog mjesta, a usput i usporediti tamu opservacijskih mjesta. Skala ima raspon od klase 1, najtamnija neba dostupna na Zemlji, sve do klase 9, neba nad gradskim centrima. Njome je zadano nekoliko kriterija za svaki stupanj ispod granične magnitude golog oka (engl. naked-eye limiting magnitude, NELM).

## Više informacija
- noćno nebo
- svjetlina neba
- svjetlosno onečišćenje
- pokret za tamno nebo
- amaterska astronomija
- Sky & Telescope (S&T)
- Međunarodna udruga za tamno nebo (engl. International Dark-Sky Association, IDA)

## Vanjske poveznice
- službeno mrežno mjesto  Arhivirana inačica izvorne stranice od 31. ožujka 2014. (Wayback Machine), Sky & Telescope
- interaktivna demonstracija Bortleove skale
- Međunarodna udruga za tamno nebo
- ObservingSites.com (samo sjevernoamerička mjesta)